# Roberto García Parrondo
Roberto García Parrondo (Madrid,  12. siječnja 1980.) je španjolski rukometaš. Igra je na mjestu desnog krila. Španjolski reprezentativac. Igrao je još za klubove Valladolid, i Ademar Leon.
Igrajući za Španjolsku je osvojio zlato na Mediteranskim igrama 2005. godine. Sudjelovao je na svjetskom prvenstvu 2007. u Njemačkoj. Osvojio je nekoliko španjolskih klupskih naslova i Ligu europskih prvaka. 

## Vanjske poveznice
- Roberto García Parrondo  Arhivirana inačica izvorne stranice od 28. rujna 2007. (Wayback Machine) en la página del BM Valladolid
- Adentro, blog escrito por García Parrondo en Elmundo.es donde cuenta su experiencia en el mundial de Alemania 2007
- Fichaje de Roberto García Parrondo  Arhivirana inačica izvorne stranice od 27. rujna 2007. (Wayback Machine) (2003-2004) en la página del Ademar León